# Camelus ferus
El camello salvaje o camello bactriano salvaje (Camelus ferus), es una especie de mamífero artiodáctilo de la familia Camelidae y del género Camelus. Es una de las tres especies de la familia que se pueden encontrar actualmente en el Viejo Mundo y la única de las tres que permanece en estado salvaje.

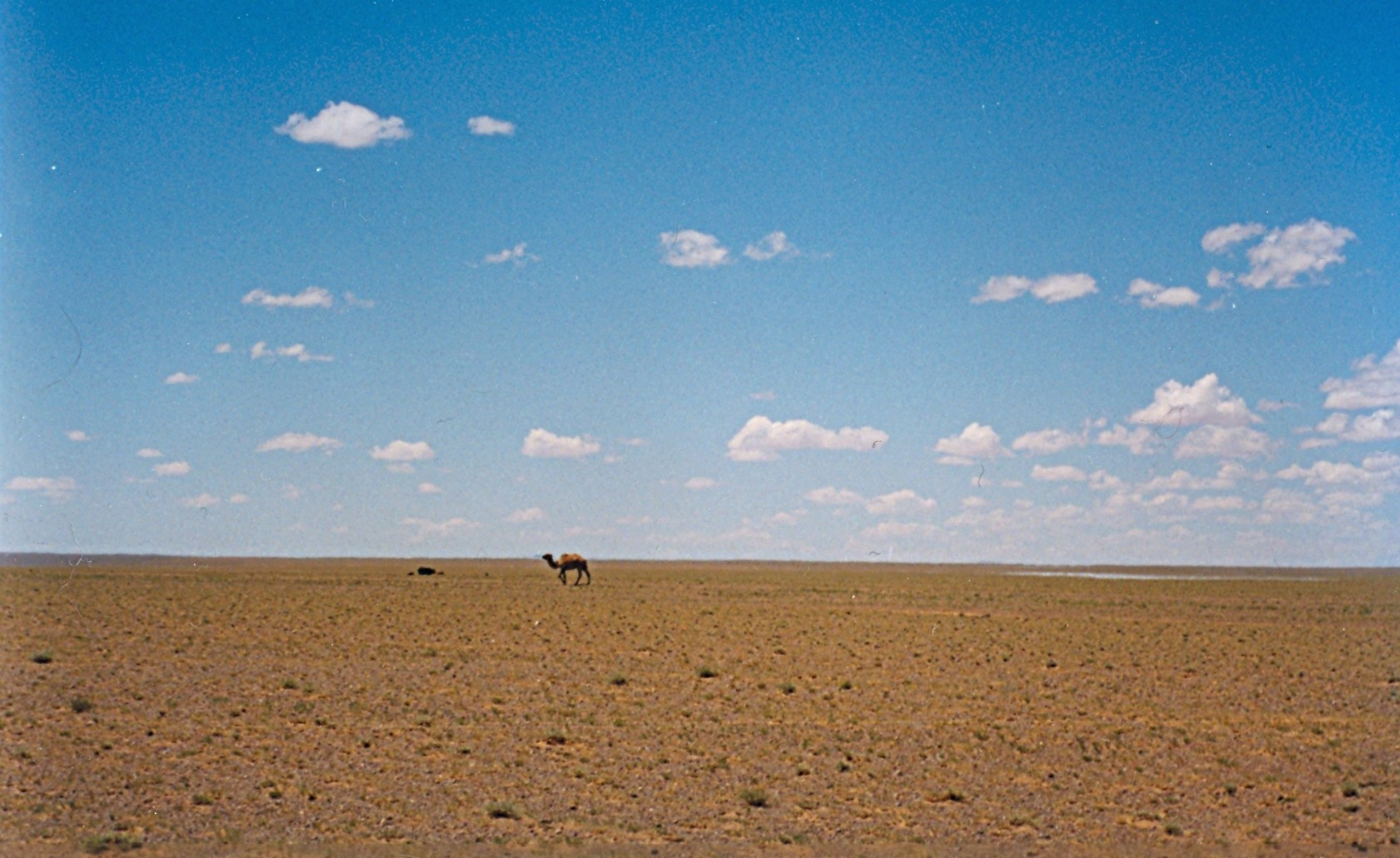
Un camello en el desierto de Gobi, en la provincia de Ömnögovi, Mongolia.

## Taxonomía

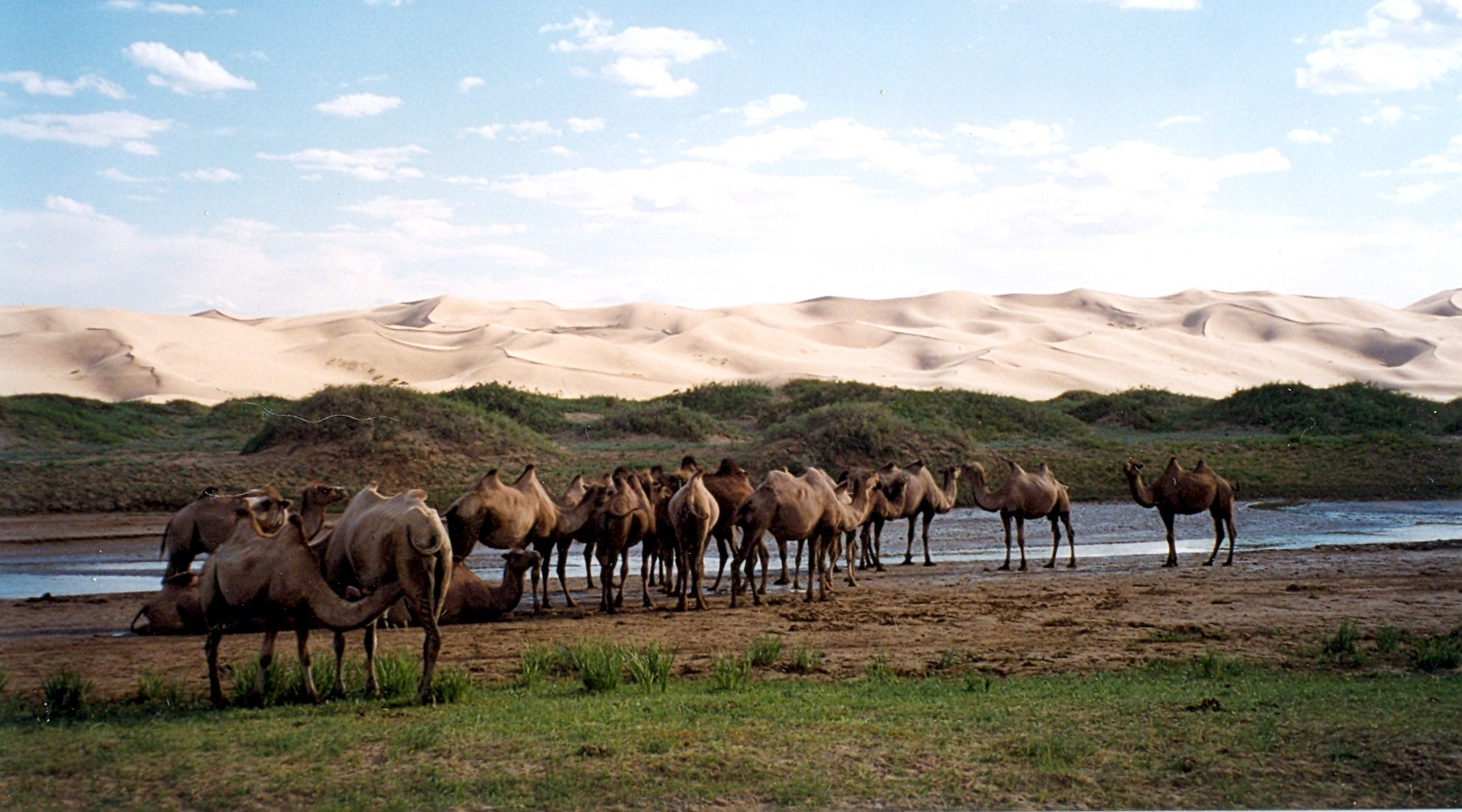
Camellos domésticos (Camelus bactrianus) en el Parque Nacional de Gobi Gurvansaiján, Mongolia.

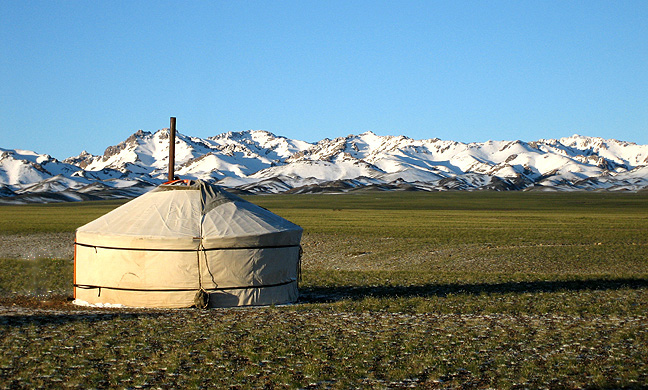
El hábitat de esta especie: una yurta con las montañas Gurvansaikhan detrás.

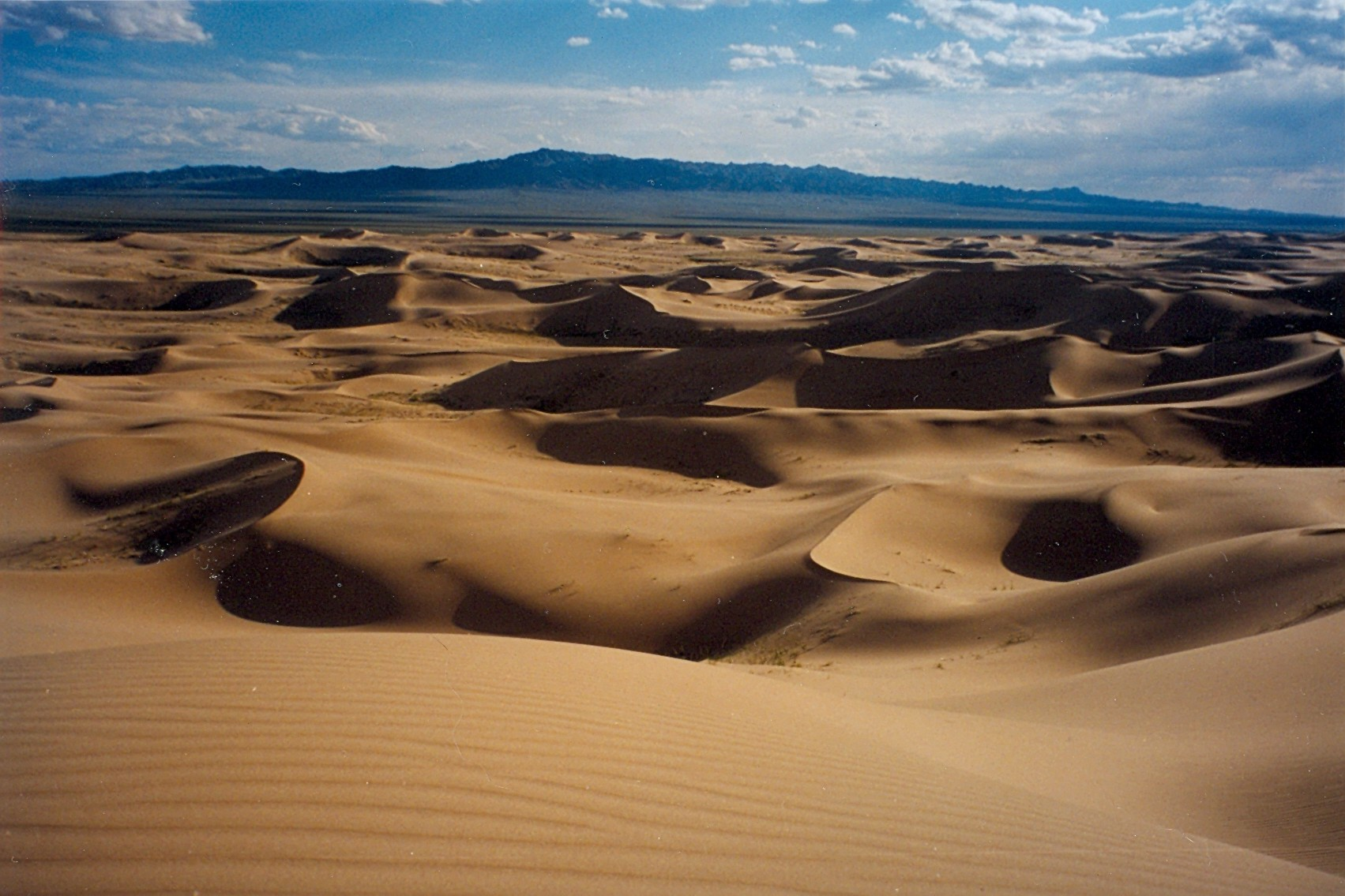
El hábitat de esta especie: dunas de Khongoryn Els.

Durante mucho tiempo los científicos habían creído que la población doméstica del camello bactriano era descendiente directa del mismo taxón al cual pertenecían las escasas manadas que aún sobrevivían en el centro de Asia, las que había dado a conocer el explorador y geógrafo ruso Nikolái Przewalski en el año 1878. Es por eso que dicho taxón domesticado, el cual ya era denominado científicamente Camelus bactrianus, pasó a ser denominado Camelus bactrianus bactrianus, y a las manadas salvajes se las bautizó con el nombre de Camelus bactrianus ferus.
Si bien las reglas de prioridad imponían que el nombre más antiguo —el de la población doméstica— sea el que debe denominar a la especie, de acuerdo con la Opinión 2027 del año 2003 de la Comisión Internacional de Nomenclatura Zoológica, se debía dar prioridad a los nombres de los taxones salvajes originarios frente a los de sus descendientes domésticos. Si no es así, la taxonomía nos estaría indicando la paradoja de que las poblaciones salvajes originales son descendientes de las domésticas. Desde ese momento ambos taxones pasaron a denominarse Camelus ferus ferus en el caso del camello bactriano salvaje, y Camelus ferus bactrianus para el camello bactriano doméstico.
La situación sistemática cambió al presentarse nuevos análisis científicos. Pruebas genéticas de ADN de muestras de piel tomadas de los restos de ejemplares salvajes encontrados muertos, fueron comparadas con las de ejemplares de la población tradicionalmente doméstica; los resultados han sido notables. En cada muestra de piel se han identificado dos o tres claras divergencias genéticas entre ambos taxones, mostrando una diferencia no menor al 3 %, lo que indica que ambos pertenecen a especies distintas. Por lo tanto, Camelus bactrianus no fue domesticado partiendo de ejemplares de C. ferus, sino con ejemplares de otra especie, la cual, como ha ocurrido con el dromedario silvestre (Camelus dromedarius), no ha logrado mantener poblaciones silvestres hasta nuestros días, por lo que su caudal genético se mantiene solo en los ejemplares domésticos.
Como comparación, las diferencias entre los humanos y el chimpancé pigmeo (Pan paniscus), son de solo el 2 %.
Otro estudio buscó un método rápido y fiable para detectar ejemplares que fueran el resultado de hibridaciones entre ambas especies. A través de la proyección de un fragmento de 804 pares de bases mitocondriales, se identificaron 8 haplotipos mitocondriales, encontrando una alta divergencia en la secuencia (1,9 %), demostrando altos niveles de diferenciación mitocondrial entre ambas. El sistema se denomina PCR-RFLP, y puede ser eficazmente empleado tanto en piel o sangre, como así también con muestras no invasivas, como pelos o excrementos, e incluso en especímenes de museo.

### Historia evolutiva
Las pocas manadas remanentes de Camelus ferus son las últimas sobrevivientes de las que, hace unos 3 o 4 millones de años, migraron desde el desierto de Arizona en América del Norte hacia el continente asiático, cruzando por el paso terrestre que se encontraba en donde hoy se sitúa el estrecho de Bering. Una de las varias especies en que se irradiaron los camellos norteamericanos en Asia, Camelus bactrianus, fue domesticada hace unos 4000 años, generando el actual camello bactriano doméstico, pero sus poblaciones silvestres se extinguieron. Los camellos de la especie Camelus ferus eludieron la domesticación, y continuaron en estado salvaje hasta el día de hoy.
Investigaciones de las etapas embrionarias en el dromedario (Camelus dromedarius) han demostrado que, si bien ya desde que nace posee una sola joroba, en las primeras etapas fetales tiene una segunda joroba, más pequeña, la cual no se desarrolla al proseguir la gestación. Esto sugiere que esa especie desciende de una especie con dos jorobas, tal vez desde el mismo Camelus ferus.

## Hábitat
El camello salvaje habita en el gran desierto de Gobi, situado en el sector central del continente asiático. Es uno de los mayores desiertos del mundo; en el pasado geológico fue la cuenca del mar interior. La vegetación es muy escasa. Su morfología varía desde cordilleras rocosas, áreas planas y duras en los sectores extremadamente áridos, campos pedregosos, oasis arbolados; eriales llanos, y grandes tramos en que solo hay altas dunas de arena. Las lluvias son muy escasas, sus acumulados anuales rondan los 194 mm. Las temperaturas pueden llegar en invierno hasta −43 °C, y en verano hasta 38 °C (más de 55 °C al sol), soportando perfectamente estos camellos dichos extremos de variación térmica.
Gracias a su gran capacidad de adaptación lograron conquistar un ecosistema tan desfavorable. Incluso en parte de su hábitat en China se realizaron durante 45 años 43 pruebas nucleares atmosféricas; a pesar de ello los ejemplares de camello salvaje han sobrevivido a los efectos de dicha radiación. Ante la ausencia de agua dulce, poseen una adaptación para beber el agua de charcas de la zona, la cual cuenta con un contenido de sal más elevado que la misma agua de mar. El camello bactriano doméstico no logra sobrevivir bebiendo agua con ese grado de sal. Las investigaciones para explicar cómo el camello silvestre logra absorber y secretar tal cantidad de sal aún no han arrojado resultados concluyentes. Si no encuentran agua, o si el alimento es insuficiente, los camellos salvajes migran a grandes distancias.

## Distribución
El camello salvaje es endémico del desierto de Gobi, en el suroeste de Mongolia y el noroeste de China.
Mongolia
En Mongolia solo sobreviven entre 350 y 450 ejemplares en la zona sur-occidental del desierto de Gobi Trans-Altai, así como desde las estribaciones de la cordillera Edren hasta Shiveet Ulaan, y en el área fronteriza internacional de Hükh Tömörtei. La población en Mongolia se ha reducido a la mitad desde el año 1985. La gran reserva Gobi A fue creada en el año 1982.
China
En China solo sobreviven unos 650 ejemplares en pocas y aisladas subpoblaciones del noroeste del país:
- el desierto Gashun Gobi (Lop Nur), Gansu;
- el desierto de Taklamakán, Xinjiang (esta población podría ya estar extinta);
- el santuario de la naturaleza Arjin Shan (Lop Nur), en la vertiente norte de las montañas Shan Arjin;
- la reserva nacional Lop Nur Wild Camel, creada en el año 2000;[1]

También en áreas adyacentes en China del área de reserva estricta de Mongolia.
Distribución histórica
Su distribución en tiempos históricos se extendió desde alrededores de la gran curva del río Amarillo, a través de los desiertos del sur de Mongolia y del noroeste de China, hasta el centro de Kazajistán, donde hoy está extinta. A mediados del siglo XIX, la especie se extinguió en la parte occidental de su área de distribución, persistiendo solo en las zonas más remotas de los desiertos de Gobi y Taklamakán.

## Costumbres
Es una especie diurna, durmiendo por la noche en espacios abiertos para evitar el peligro. Vaga en pequeños grupos familiares de entre 6 y 30 individuos, en el caso de las hembras y sus crías, o de forma solitaria en el caso de los machos. En cada parto generalmente da a luz una cría, más raramente hasta dos. Sus depredadores naturales fueron cazados hasta la extinción, salvo los lobos que aún sobreviven, y capturan especialmente a las crías.
Su dieta está constituida por arbustos y pastos. Está bien adaptado para alimentarse de plantas espinosas, vegetación seca, y las plantas con alto contenido de sal, es decir, alimentos que otros herbívoros evitan. El exceso de grasa acumulado en la temporada favorable es almacenado en las jorobas, y allí permanece como reserva para ser utilizado cuando el alimento escasea.

## Conservación
Desde el año 2002, el camello salvaje fue elevado a la categoría de riesgo: especie en peligro crítico de extinción, en razón de la creciente competencia humana y la presión económica sobre su hábitat. La población en Mongolia se ha reducido a la mitad desde el año 1985, y estimaciones creen que en las de China ha ocurrido lo mismo. Su mayor problemática de conservación es la ocupación de sus territorios por los pastores para que pasten sus animales domésticos.
Las manadas remanentes son objeto de caza continua, de tipo deportivo, y principalmente para evitar que compitan por agua y alimentos con el ganado y los camellos domésticos. La hibridación con estos últimos también los amenaza, tanto en Mongolia como en China. De 25 a 30 ejemplares se pierden anualmente, en Mongolia
a causa de la caza, siendo 20 los ultimados por año en China por esta razón.
Tendría un impacto en la subpoblación principal china la minería, tanto la legal como la ilegal, el proyecto de construcción de una mina de caolín y de un gasoducto, junto al desarrollo industrial asociado.
Asumiendo que la tendencia en la tasa de mortalidad se mantendrá en el futuro, se estima que para el año 2033 habrá al menos una reducción del 84 % del total de la población de la especie presente en el año 2013.
Solo 15 ejemplares de Camelus ferus son mantenidos en cautividad en centros de cría de ambos países.
La fundación: Wild Camel Protection Foundation (WCPF) específicamente protege de la extinción a las escasas manadas remanentes, así como evita la destrucción de su prístino entorno desértico. Entre sus logros se encuentra el que se haya establecido la enorme área protegida denominada: reserva natural nacional del Camello Salvaje de Lop Nur, de 65 000 km².